# Добчицький замок
Королівський замок у Добчицях (пол. Zamek królewski w Dobczycach) — замок, розташований на скелястому пагорбі над Добчицьким озером (водосховищем, утвореним завдяки накопиченню вод річки Раби) у місті Добчиці Мисленицького повіту Малопольського воєводства в Польщі. 

## Історія
Швидше всього, вже на початку XIV століття на місці замку існували оборонні укріплення. Перша письмова згадка про замок датується 1362 роком. Однак це місце було укріплене і до того, адже ще у 1311 році, під час заколоту війта Альберта у Кракові, майбутній польський король Владислав I Локетек у Добчицях видав документ про позбавлення майна непокірних краківських міщан. У наступні століття замок зазнав ґрунтовної перебудови. Він складався з верхнього та нижнього замку. 
За часів Казимира Великого мури замку мали товщину від 5 до 9 метрів, а замок був добре укріпленою фортецею. У 1398 році замок був місцем перебування польського короля Владислава Ягайла та його дружини Ядвіги. У 1467 році замок опанували "Брати жебраки", яких із замку вигнали війська краківського старости Миколая П'єньонжка. Ян Длугош навчав у замку дітей Казимира Ягеллончика — князів Сигізмунда, Олександра, Владислава, Фридерика, Яна та Казимира. У 1473 році князь Казимир пробув тут кілька місяців після повернення з невдалої виправи по угорську корону. 
Родина Любомирських, яка володіла замком з 1585 року, перебудувала готичну фортецю на ренесансну резиденцію у 1593—1594 роках. На вежі було розміщено годинник, на місці брами з XIII століття споруджено каплицю та збудовано фонтан. У 1611 році тут відбулося весілля дочки Себастьяна Любомирського — Барбари з польським магнатом Яном Зебжидовським, в якому взяв участь краківський єпископ Пйотр Тиліцький. У 1620 році замок мав 70 кімнат та 3 вежі. 
Замок не постраждав під час першого шведського потопу. У 1660 році староста Міхал Йордан зміцнив замкові мури, але під час другого вторгнення шведів у 1702 році замок було зруйновано і відтоді він почав занепадати. У ХІХ столітті його почали поступово розбирати. Лише у 1901 році тут було проведено перші укріплювальні роботи. У 1960 році завдяки вчителю Владиславу Ковальському (згодом куратору) на замковій горі розпочалися розкопки. Після багатьох років робіт було відреставровано та відбудовано частину замку, а також створено музей Польського туристично‑краєзнавчого товариства. Принадою замкової гори є оглядовий пункт на Поґуже та Бескиди. 

## Світлини

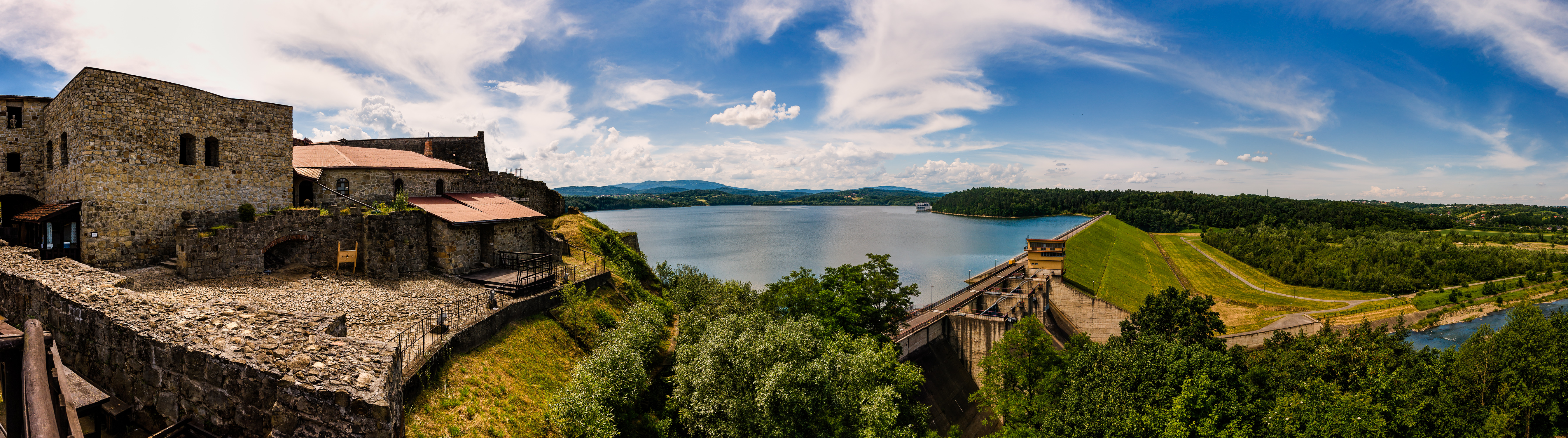
Вигляд на Добчицьке озеро з замку
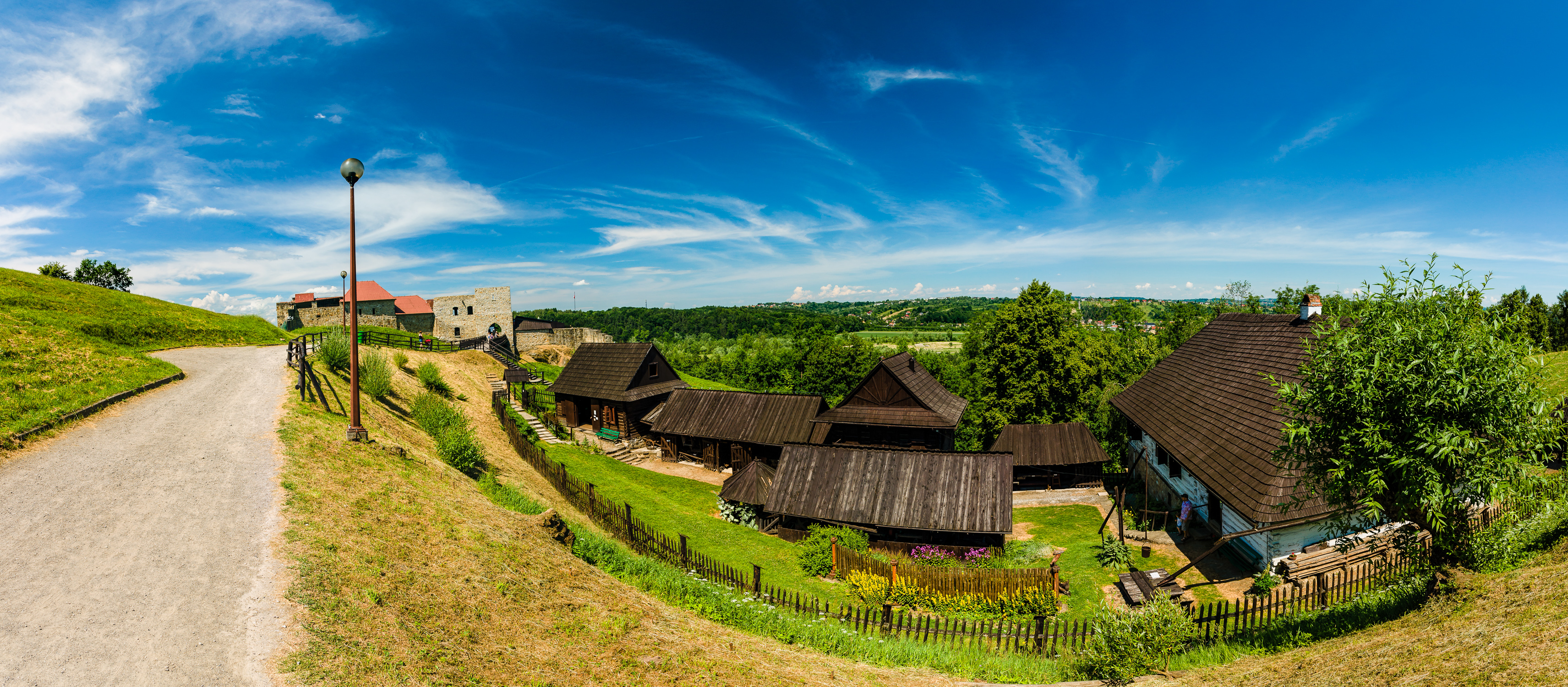
Панорама скансену в Добчицях
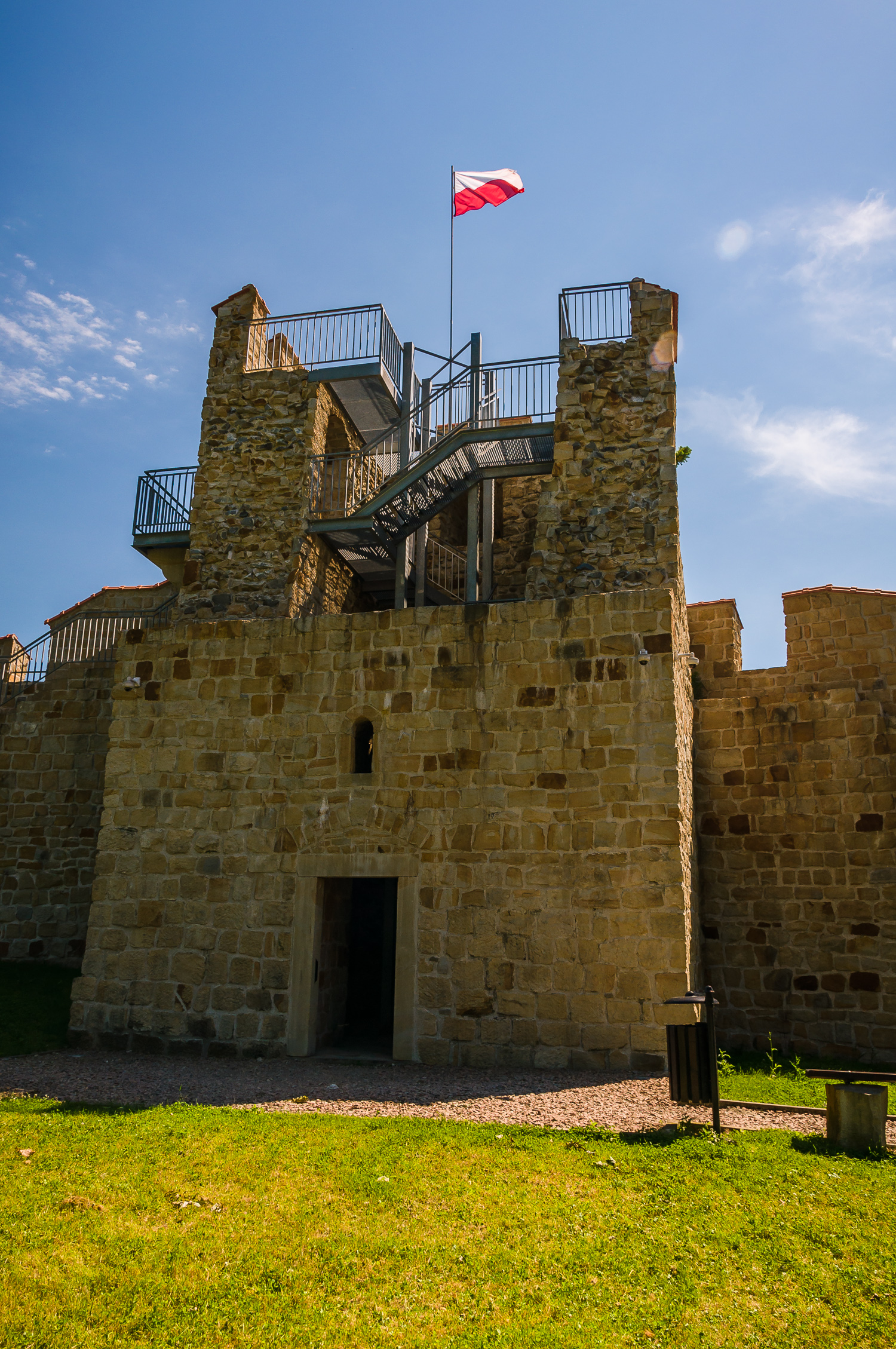
Вежа оборонних мурів
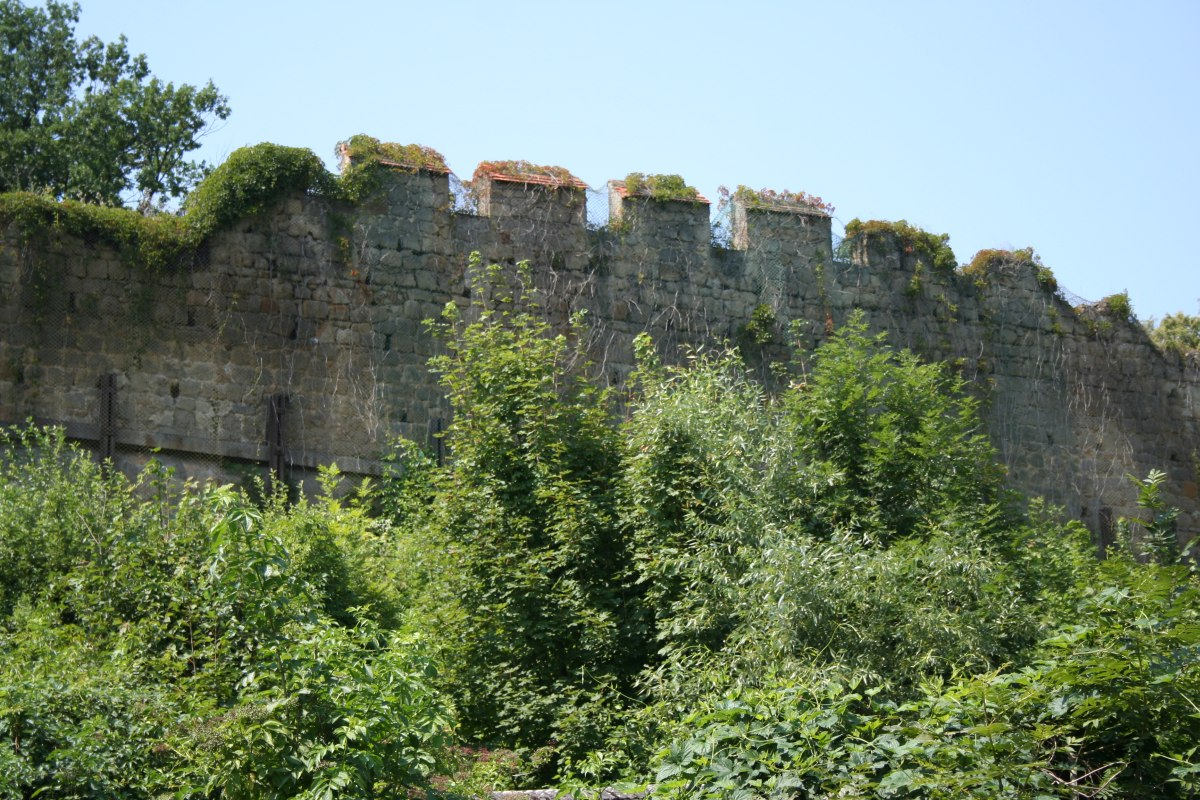
Оборонні мури з східного боку
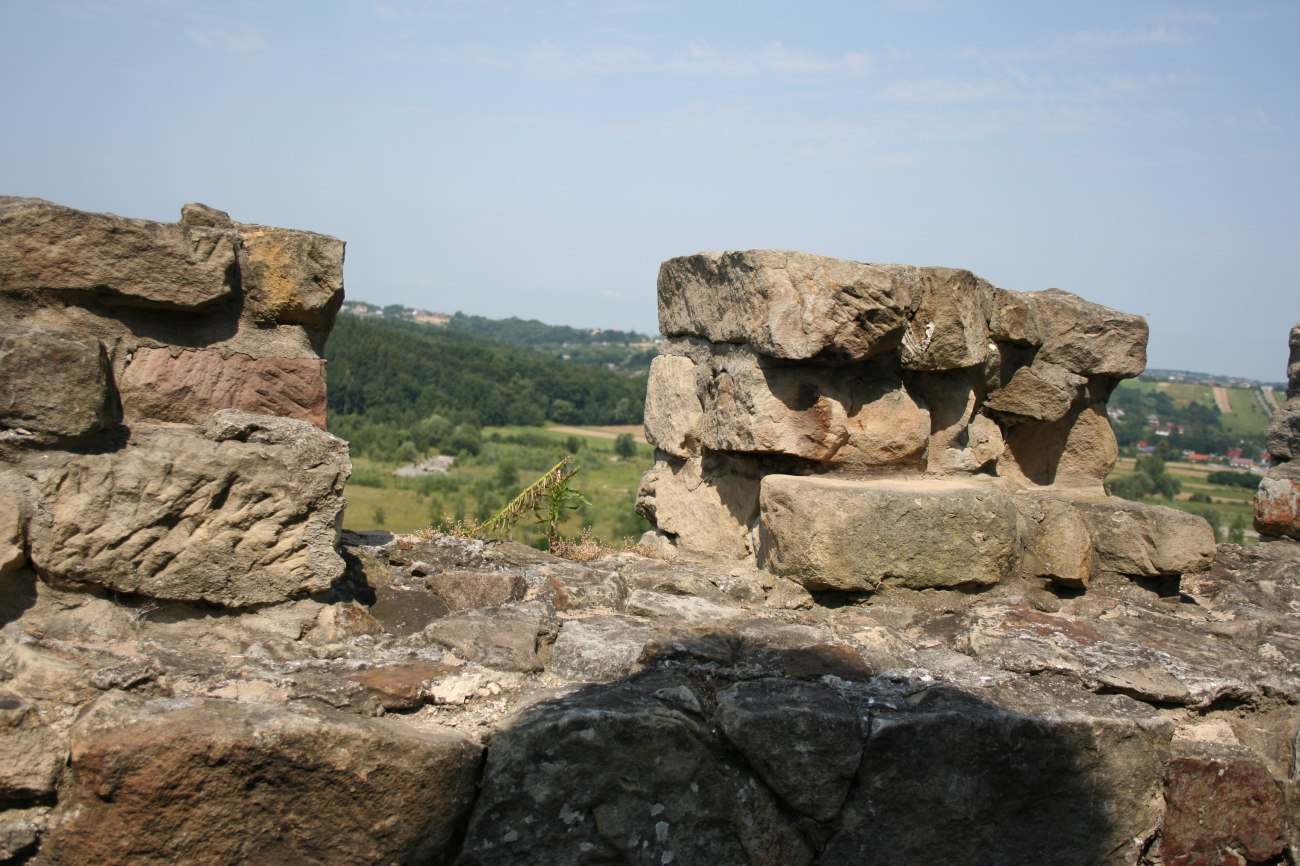
Оборонні мури з північно-західного боку
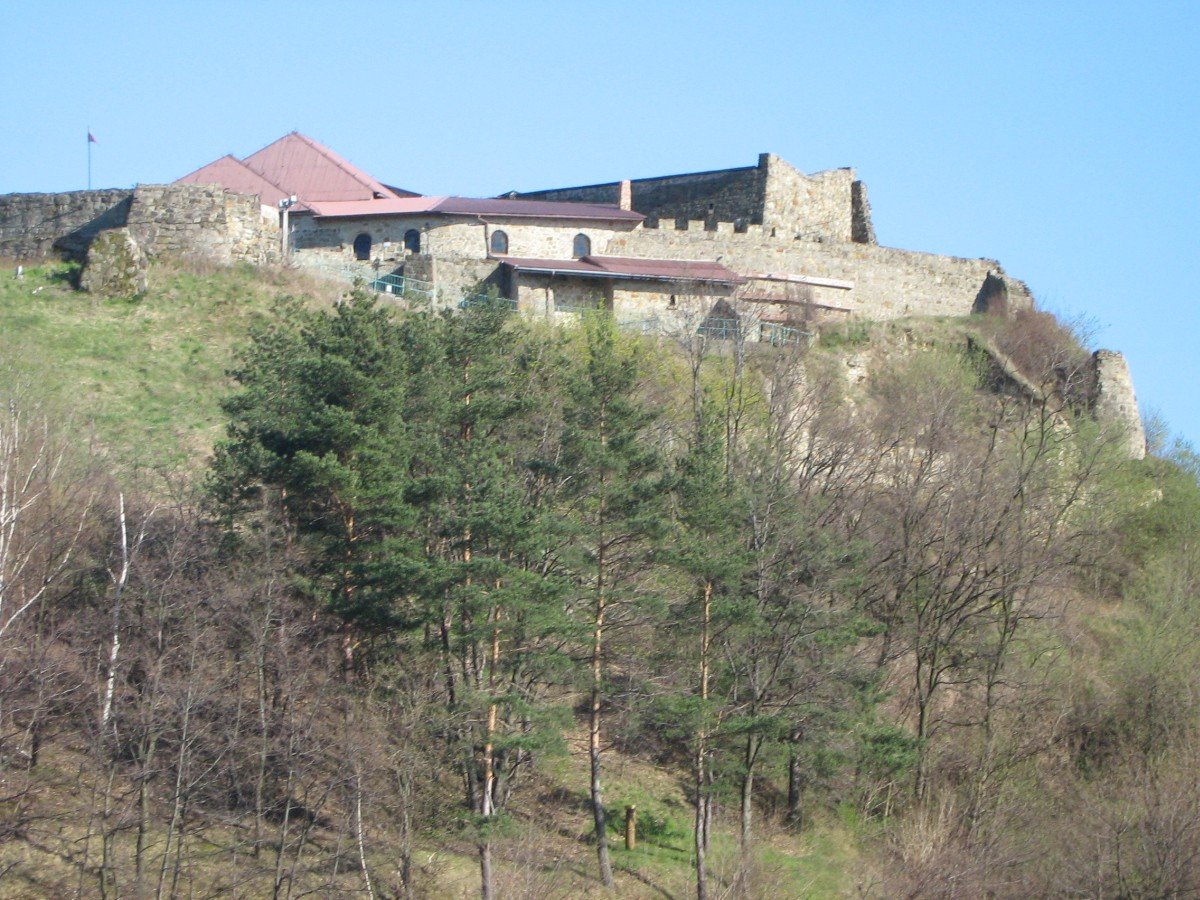
Вигляд замку з західного боку
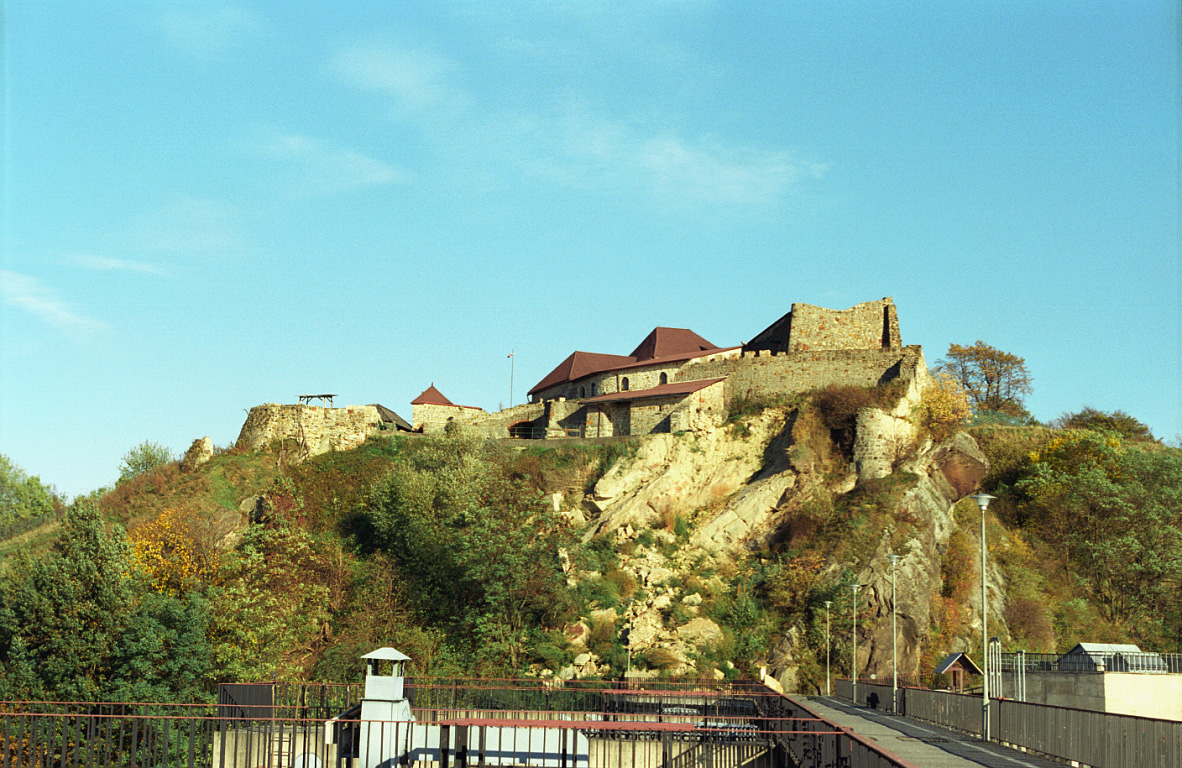
Вигляд замку з греблі
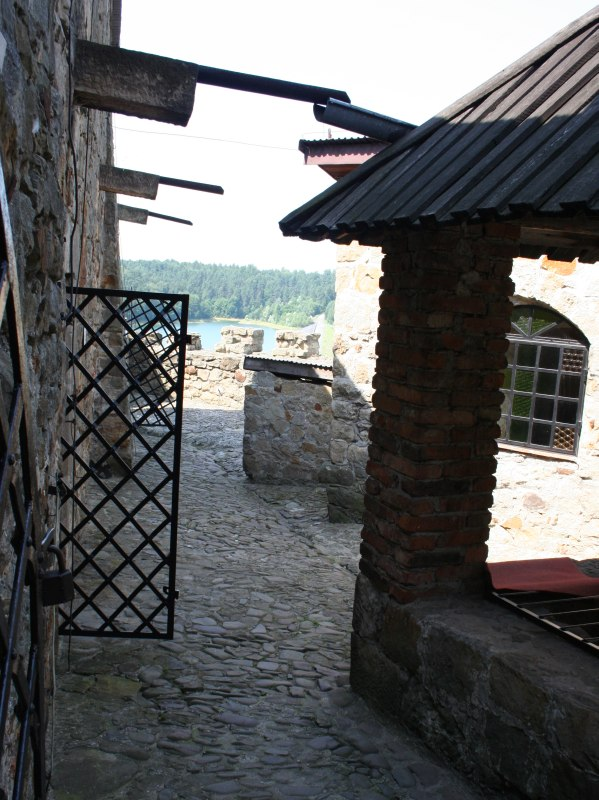
Замкове подвір'я
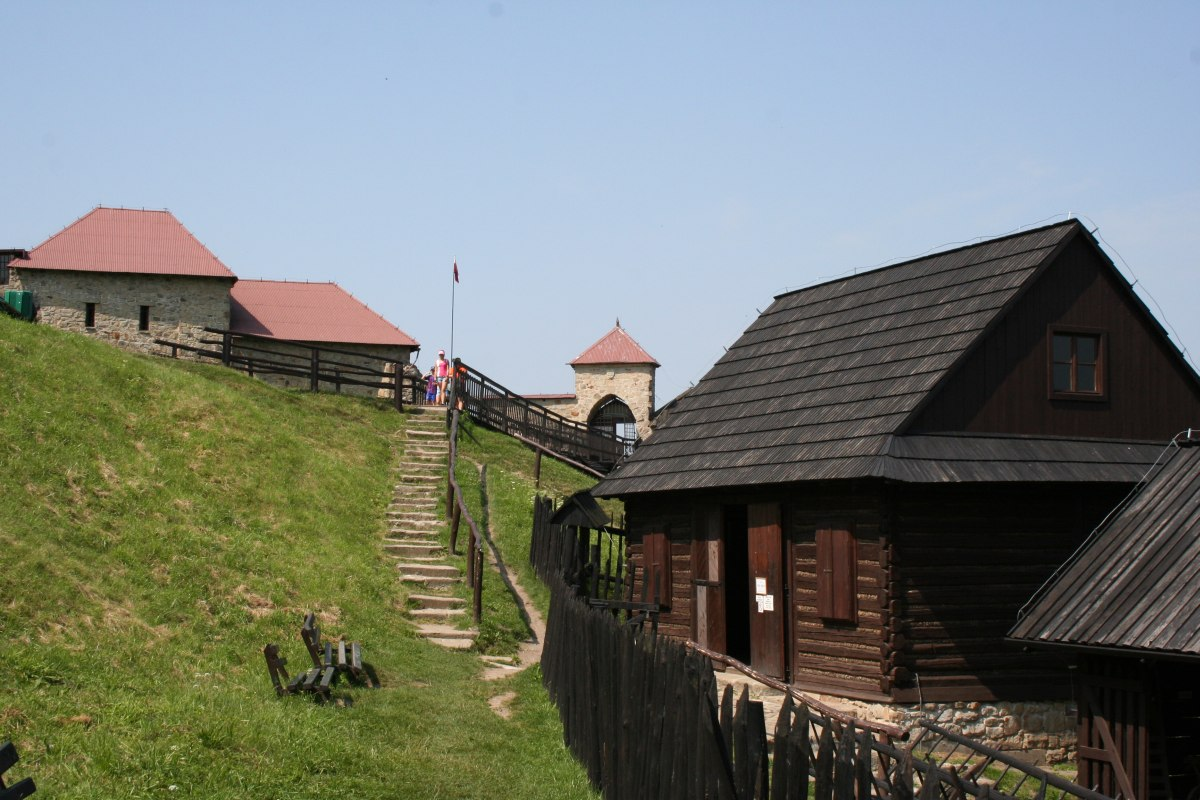
Вигляд замку
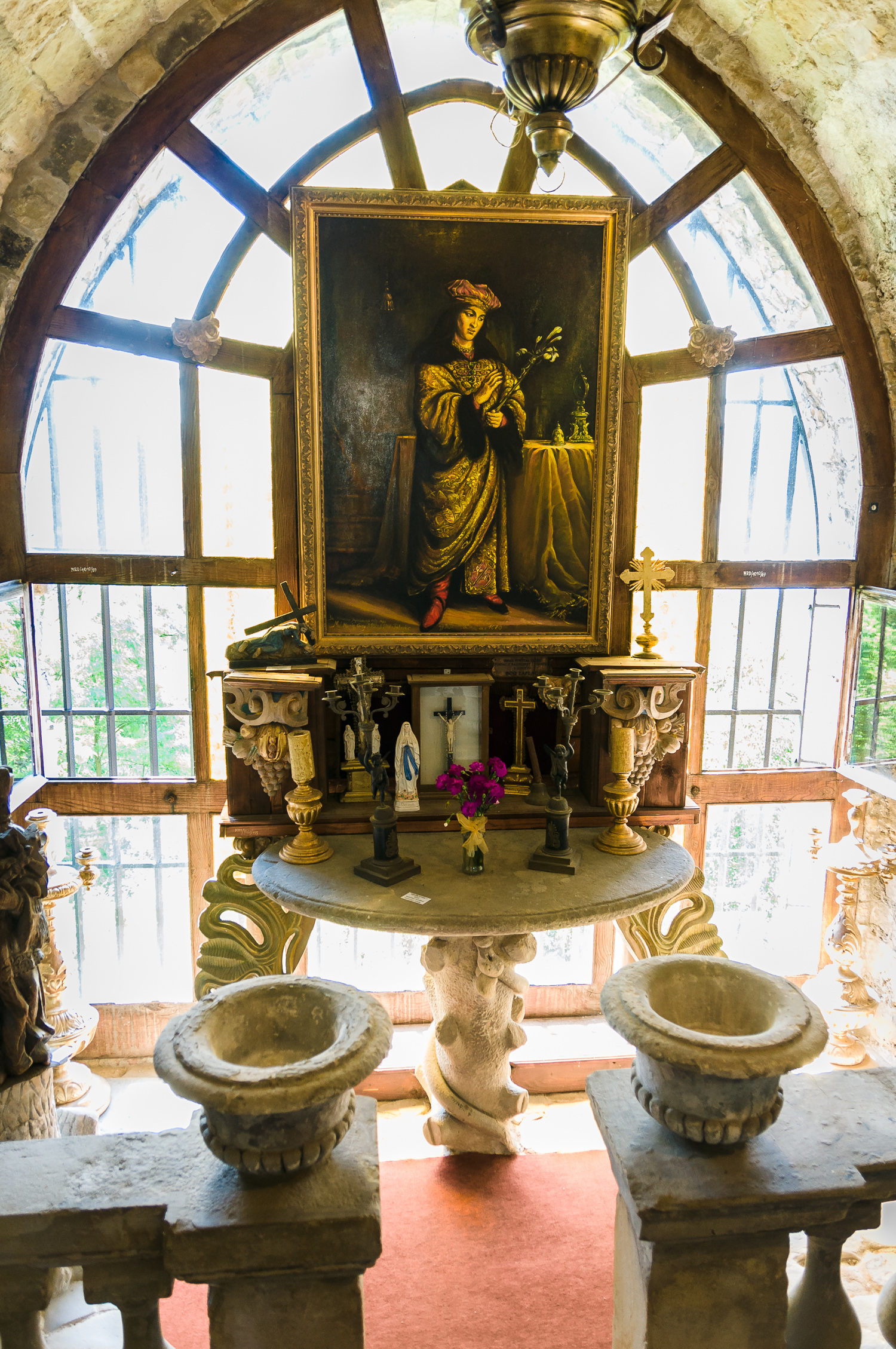
Замкова каплиця
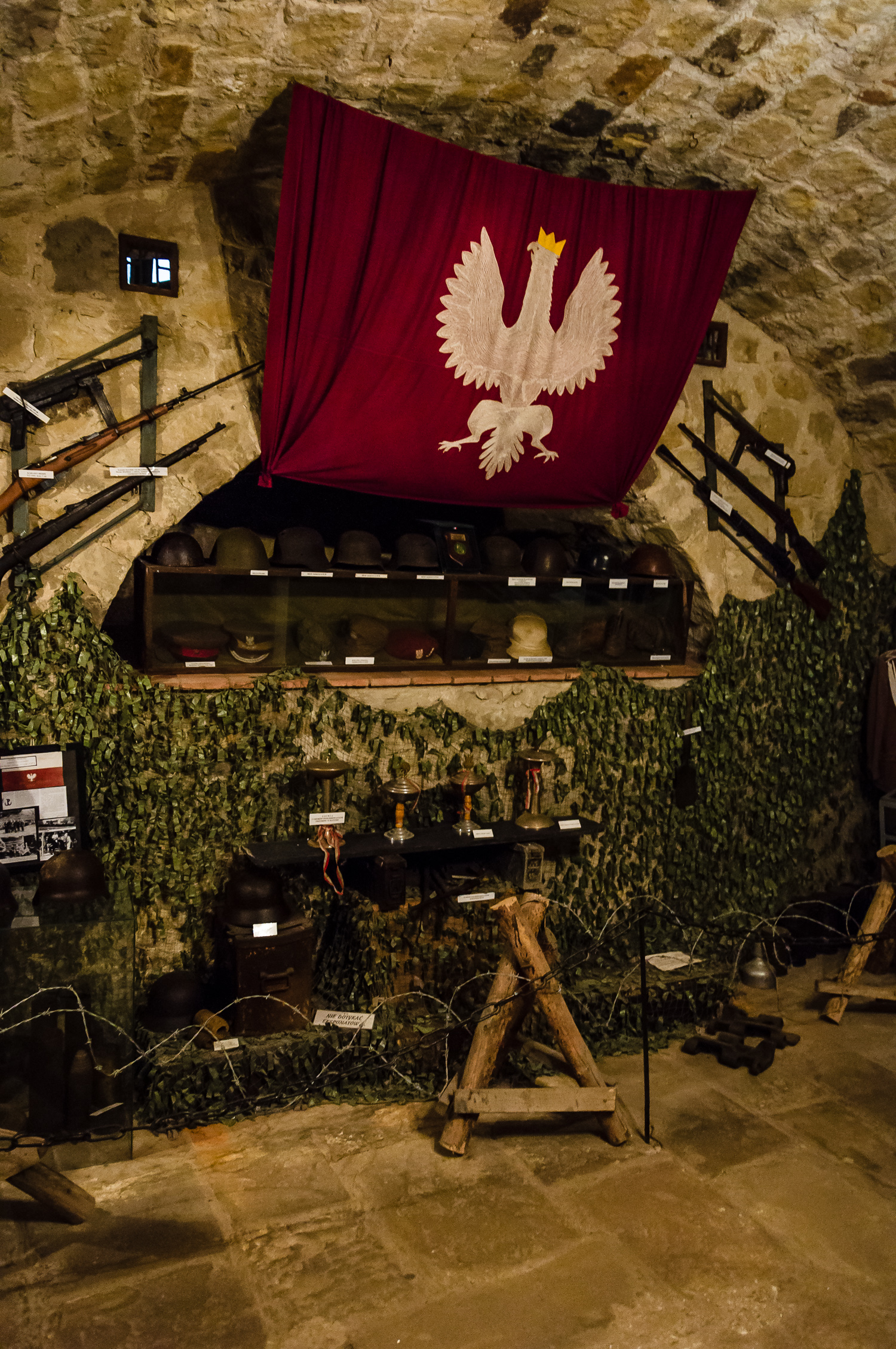
Палата пам'яті
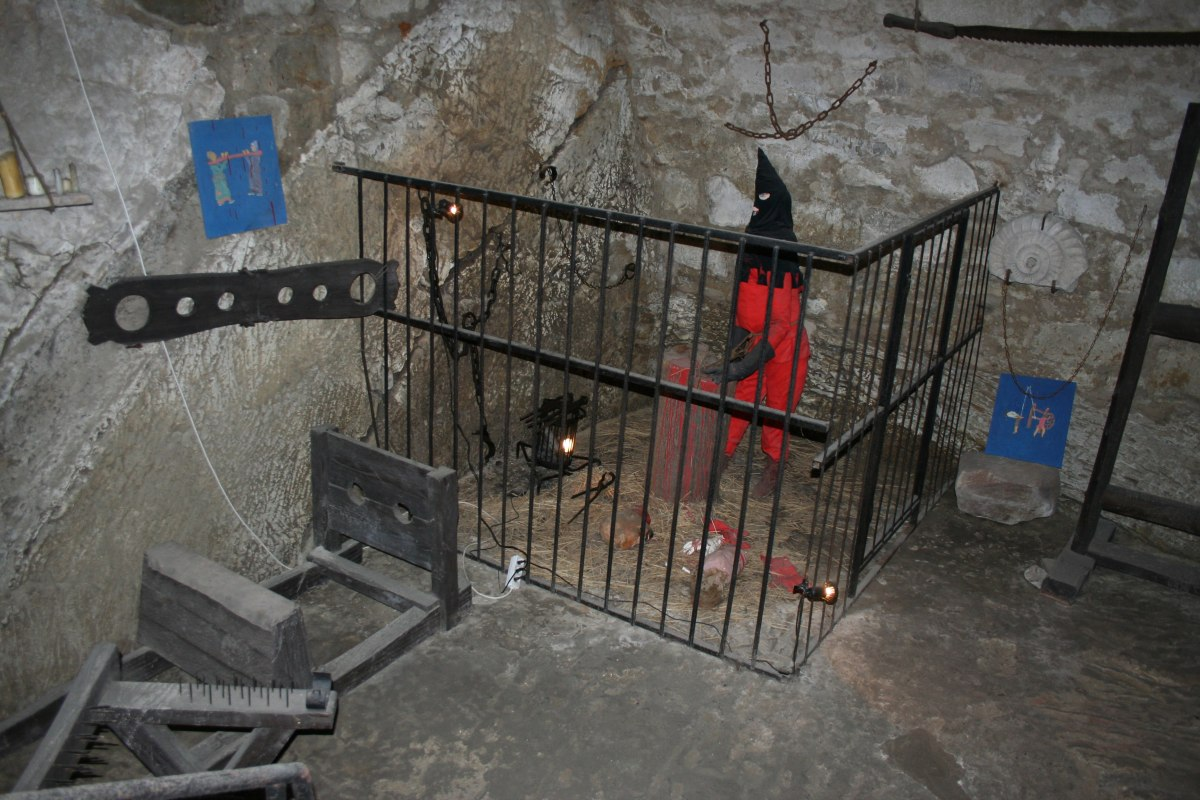
Катівня
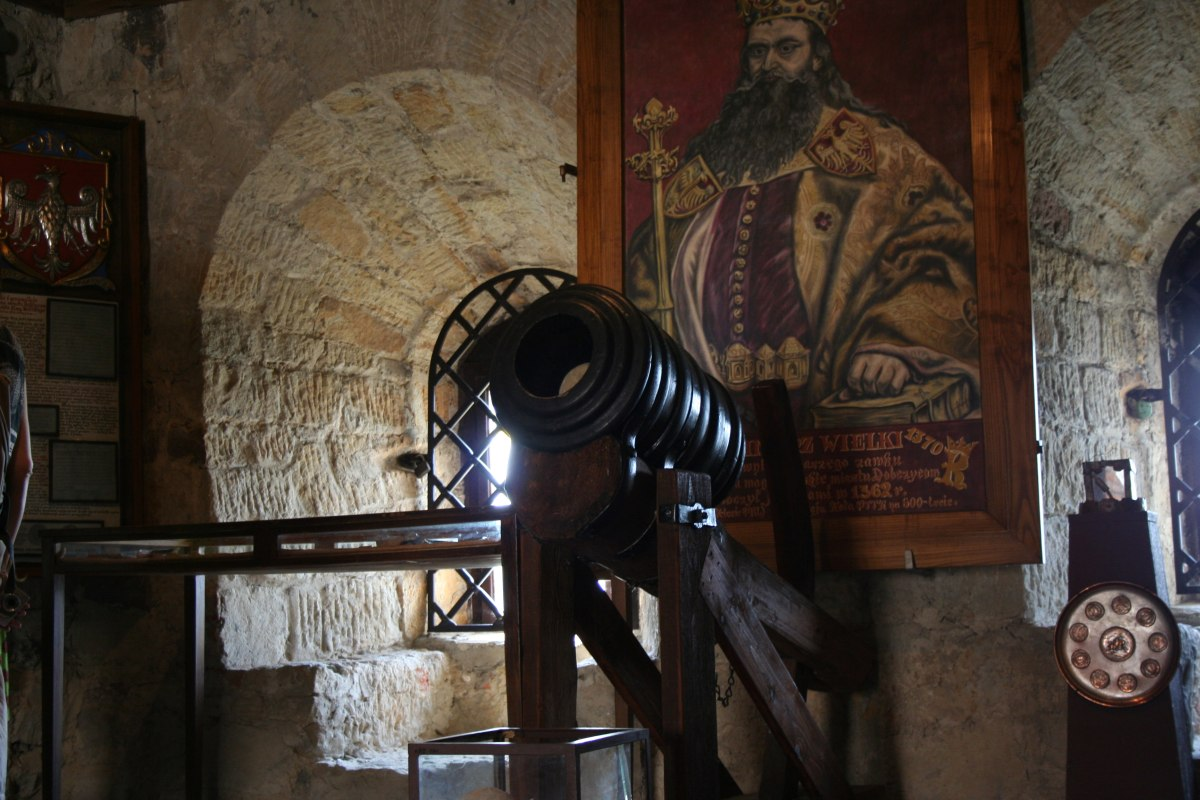
Одна з зал замку
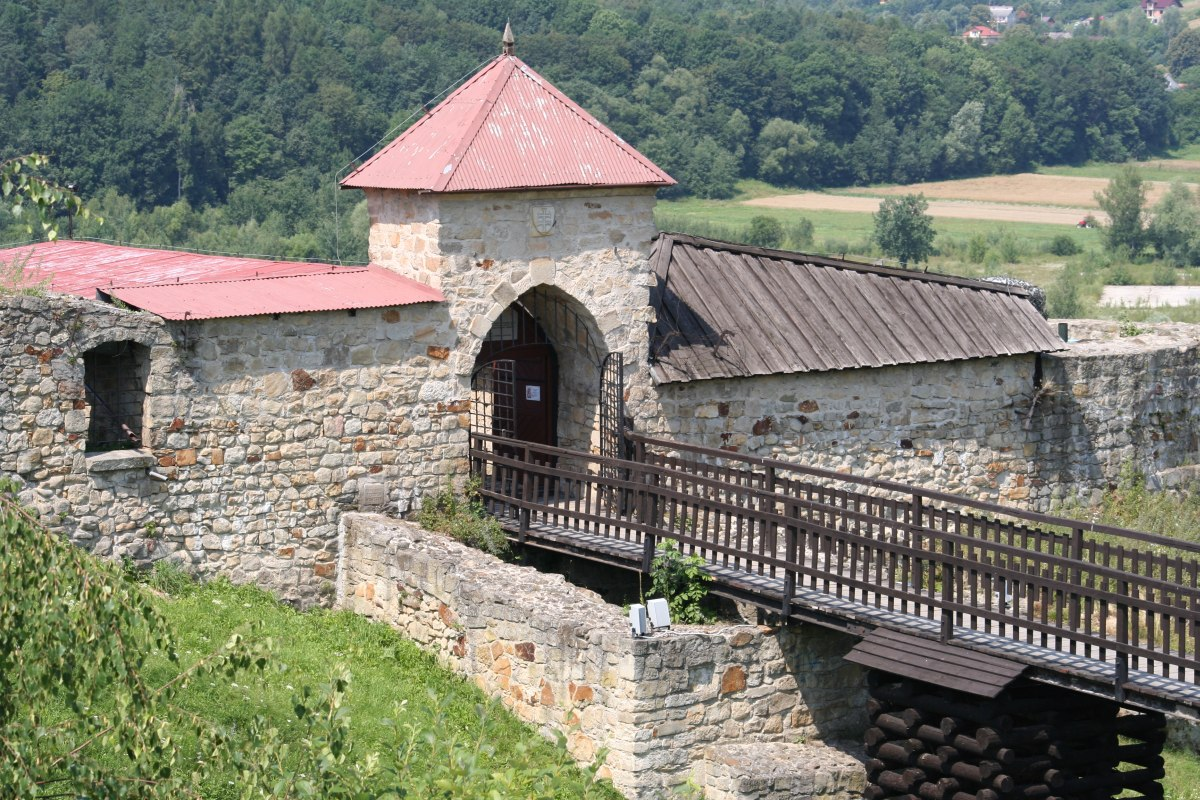
В'їзна брама